# Gary Crosby and Friend
Gary Crosby and Friend – minialbum muzyczny piosenkarza i aktora Gary’ego Crosby’ego wydany przez wytwórnię Decca Records w 1953 roku. Wszystkie cztery utwory zawarte na tym albumie Gary wykonał ze swoim ojcem – Bingiem Crosbym.

## Lista utworów
| Nr | Rok nagrania | Tytuł                                  |
| A1 | 1950         | Sam's Song (The Happy Tune)            |
| A2 | 1950         | Play A Simple Melody                   |
| B1 | 1951         | When You And I Were Young Maggie Blues |
| B2 | 1951         | Moonlight Bay                          |